# Округ Монтгомери (Мисисипи)
Округ Монтгомери (енгл. Montgomery County) је округ у америчкој савезној држави Мисисипи.

## Демографија
По попису из 2010. године број становника је 10.925, што је 1.264 (-10,4%) становника мање него 2000. године.
| Група             | 2000.         | 2010.         |
| Белци             | 6.570 (53,9%) | 5.769 (52,8%) |
| Афроамериканци    | 5.479 (45,0%) | 4.967 (45,5%) |
| Азијати           | 31 (0,3%)     | 39 (0,4%)     |
| Хиспаноамериканци | 103 (0,8%)    | 97 (0,9%)     |
| Укупно            | 12.189        | 10.925        |